# Sara Teasdale
Sara Teasdale (8 août 1884 - 29 janvier 1933) est une poétesse américaine née à Saint-Louis dans le Missouri.

## Biographie
Sa mère était Mary Elizabeth Willard et son père John Warren Teasdale. Elle était la cadette d'une famille de deux frères et d'une sœur.
Sara était de constitution fragile et fut souvent malade. Elle vécut protégée au sein de sa famille jusqu'à l'âge de 9 ans révolus et développa un monde imaginaire dans son univers solitaire. À 10 ans, ses parents décidèrent de lui permettre de sortir et de la mettre en contact avec l'extérieur. Elle fut scolarisée, mais elle n'obtint aucun diplôme.
Vers quinze ans, elle se mit à écrire ses pensées et ses rêves. Elle composa des poèmes et des sonnets. Elle rédigea ainsi toute une poésie lyrique sur les sentiments et la beauté des choses. Bientôt ses poèmes furent publiés dans le journal local. En 1907 est édité le premier recueil de ses poésies "Sonnets à Duse et autres poèmes". En 1911, un second recueil est publié.
En 1914, elle se marie avec Ernst Filsinger, mais ils divorceront en 1929.
En 1918, sa collection de poésies "Love Songs" gagne trois récompenses littéraires : le Prix de l'association de poésie de l'Université Columbia de New York, le Prix de l'association américaine de poésies et le Prix Pulitzer de la poésie de 1918.
En 1933, une pneumonie chronique affaiblit son corps et son esprit. Elle déprime et ne voit plus la beauté des choses autour d'elle. Le 29 janvier 1933, Sara Teasdale se suicide à New York. Elle est inhumée au cimetière Bellefontaine de Saint-Louis.

## Héritage
- Son poème There Will Come Soft Rains (Viendront de Douces Pluies, 1918) a inspiré et apparaît dans la Nouvelle éponyme de Ray Bradbury (1950).